# Fălciu
Fălciu è un comune della Romania di 6 050 abitanti, ubicato nel distretto di Vaslui, nella regione storica della Moldavia.
Il comune è formato dall'unione di 6 villaggi: Bogdănești, Bozia, Copăceana, Fălciu, Odaia Bogdana, Rînzești.